# Sébastien Foucan
Sébastien Foucan (Parijs, 24 mei 1974) is een Frans sportman. Hij wordt gezien als de grondlegger van freerunning, een sport die grotendeels voortvloeit uit parkour. Hij was dan ook een van 's werelds eerste beoefenaars van de laatstgenoemde sport, samen met David Belle.
Foucan reist geregeld met een kleine groep mede-freerunners naar het buitenland om de sport te vertegenwoordigen en onder de aandacht te brengen. Hij heeft een uitgebreide filosofie gecreëerd achter de sport. Hij benadrukt de noodzaak van herhaaldelijke training van de beginselen van freerunning, alsmede een correcte uitoefening van de discipline. Niet alleen uit veiligheidsoverwegingen, maar ook om ervoor te zorgen dat de sport in een positief daglicht blijft staan.
Hij raakte bij het publiek bekend naar aanleiding van Mike Christies televisiedocumentaire Jump London en het vervolg genaamd Jump Britain. Naast zijn optreden in deze televisieopnames, had Foucan rollen in onder meer de 21ste James Bondfilm Casino Royale en in The Tournament. Voor de opnamen van Casino Royale vertoefde hij drie maanden op de Bahama's.